# País Gabaye

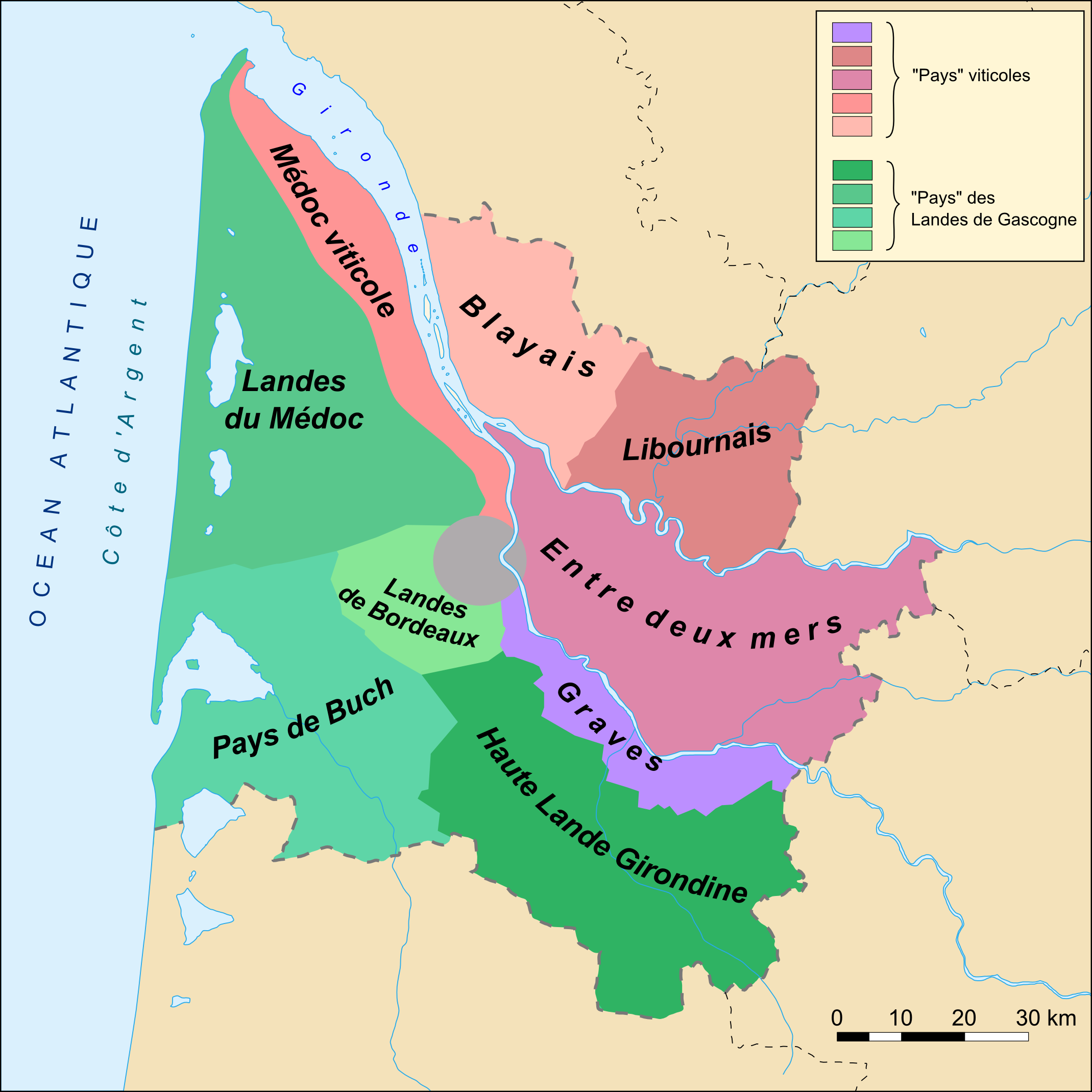
El país Gabaye corresponde aproximadamente a la región del Blayais.

El "país Gabaye" (en francés, Pays gabaye), también llamado "granda gavacheria", es una región geográfica situada entre el Saintonge al norte, Entre-deux-Mers al sur y Angoumois al este. El país Gabaye está formado por el Blayais, la región de Coutras hasta el Isle, rozando Libourne pero evitando la Región de Burgeois y la Región de Cubzagais. 
A finales de la guerra de los Cien Años, la Guyena estaba arruinada y depauperada por las luchas. Los señores gascones locales recurrieron entonces a mano de obra foránea (Poitou, Angoumois, Saintonge, Limousin, incluso Périgord) para cultivar las tierras abandonadas. El incremento de población foránea también se produjo como consecuencia de la peste negra que afectó a la región entre 1520 y 1527. Su establecimiento hasta Monségur formaron un islote de lengua de oil en el corazón de Occitania. Fueron llamados por los gascones "gavaches" y se llamó a esta comarca la «gavacherie», siendo los "gavaches" extranjeros, rodeados por gascones, mientras que se llamaba a las poblaciones fronterizas de los gascones de la zona de Libourne fueron llamados "gabayes".
Por extensión, se llama "Pays gabaye" a la zona donde se habla el dialecto "Gabaye" que es pues principalmente una variante del saintongeais importado por los trabajadores inmigrantes.
Del término "gavach" deriva la palabra española gabacho.